# Turul Ciclist al României
Turul Ciclist al României sau Mica Buclă este cea mai importantă competiție ciclistă desfășurată pe teritoriul României. Aceasta este organizată de Federația Română de Ciclism. Prima ediție a turului a avut loc în 1934, a avut 1026 de km și 7 etape și a fost câștigată de Marin Nicolov și echipa Bulgariei.
Competiția promovează valori precum spiritul de echipă, dinamismul, forța, solidaritatea, efortul pentru depășirea propriilor limite și excelența. De asemenea, ciclismul este considerat un sport ecologic, astfel, protejarea mediului înconjurător este altă valoare susținută de toți cei implicați în competiție. Echipa Turului Ciclist al României se orientează spre inovație continuă, dezvoltare turistică și atenție dedicată pentru cerințele participanților și față de calitatea și siguranța circuitului.

## Istoric

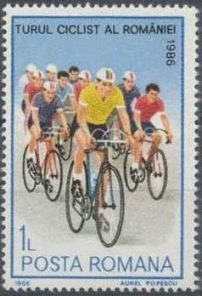
Timbru poștal Turul României 1986

Inspirată de Turul Franței, publicația lunară „Revista Automobila” a organizat în luna august 1910 prima ediție a „Circuitului Munteniei”. La competiție au luat startul 12 rutieri pe traseul București – Sinaia – Târgoviște – Butimanu – București (aproximativ 300 km). După trei ediții, competiția nu s-a mai organizat. Începând cu 1934 publicația „Sportul Zilnic”, în colaborare cu Federația Română de Ciclism a organizat prima ediție a Turului ciclist al României, România devenind a șasea țară din lume care organizează un Tur Ciclist Național pentru amatori, după Belgia (1906), Olanda (1909), Bulgaria (1924), Ungaria (1925) și Polonia (1928).
Traseul primei ediții a avut o lungime de 1026 de km și a cuprins șapte etape.

### 2019
Cea de a 52-a ediție a Turul Ciclist al României din 2019, organizată de Federația Română de Ciclism, este inclusă în calendarul competițional european al Union Cycliste Internationale, fiind propusă pentru categoria 2.1, ceea ce presupune că pot fi invitate echipele profesioniste ce participă în Turul Franței sau al Italiei, echipe semi-profesioniste, continentale și naționale.
Peste 20 de echipe au fost aliniate la linia de start și peste 100 de cicliști s-au înfruntat pentru tricoul galben. Cicliștii au pornit din Cluj Napoca și au ajuns în zone simbol ale României, Sighișoara, Brașov, Piatra Arsă, cursa încheindu-se cinci zile mai târziu într-o etapă în București.
Competiția a fost alcătuită din cinci etape desfășurate în perioada 11-15 septembrie 2019. Prima etapă a Turului a început la Cluj-Napoca, pe 11 septembrie, a trecut prin Târgu Mureș și s-a încheiat la Sighișoara, unul dintre puținele orașe-cetăți fortificate locuite din Europa, monument UNESCO și World Heritage Site. Cicliștii au parcurs un traseu de 177km în prima zi de concurs. A doua etapă a Turului a început la Brașov, pe 12 septembrie. Cei 177 de km de traseu au t recut prin Târgu Secuiesc către Vrancea, prin Parcul Natural Putna-Vrancea, etapa încheindu-se la Focșani, în Piața Unirii. Cea de-a treia zi de concurs i-a purtat pe participanți din Buzău în Târgoviște, pe o distanță de 125 de km lipsiți de cățărări, etapă astfel favorabilă sprinterilor înscriși în competiție. Pentru cea de-a patra etapă, traseul de dificultate mare i-a purtat pe cicliști de la Ploiești la Piatra Arsă, pe șoseaua TransBucegi. Pe 15 septembrie, în ultima zi de concurs, etapa gală a competiției i-a adus pe cicliști în București. Participanții au parcurs un circuit de 102 km, împărțit în 20 de ture a câte 5 km între Piața Victoriei și Piața Presei Libere.

## Statistici
- Cel mai lung traseu a fost la ediția a 3-a în 1936 - 2242 km.
- Cel mai scurt traseu, de 430 km, la ediția a 29-a, în 1991.
- La ediția a 19-a din 1973, la Cluj, o etapă s-a desfășurat în nocturnă pe distanța de 27,3 km.
- Rutierul Traian Chicomban din Brașov a participat de la ediția a 1-a (1934) până la ediția a 9-a (1954), fiind cea mai longevivă participare la Turul României.
- Ediția a 45-a (din 2008) a fost prima ediție care a figurat în calendarul Federației Internaționale de Ciclism.